# Saro Urzì
Rosario "Saro" Urzì, född 24 februari 1913 i Catania, död 1 november 1979 i San Giuseppe Vesuviano, Neapel, var en italiensk skådespelare.
Urzì prövade på en mängd olika yrken i sin ungdom. Bland annat tjänade han pengar på att uppträda som akrobat, vilket så småningom gav honom jobb som stuntman inom filmen. Han utförde också en del andra småjobb i filmbranschen och fick efter ett tag även mindre roller utöver rena stunt. Det första årtiondet som skådespelare hankade sig Urzì fram utan att bli uppmärksammad.
Karriären fick ett rejält lyft när han av Pietro Germi fick rollen som lokal polisman i Germis maffia-drama I lagens namn (1949). Rollen gav Urzì karriärens första pris, en Nastro d'argento för bästa biroll. Därefter kom Urzì att medverka i nästan alla Germis filmer. Germis Förförd på italienska (Sedotta e abbandonata, 1964) blev karriärens höjdpunkt för Urzì då den gav honom priset som bästa manliga skådespelare vid filmfestivalen i Cannes 1964. Sammanlagt medverkade Urzì i ett hundratal filmer, den sista 1976.
Han medverkade förutom i rent inhemska produktioner även i några amerikanska filmer, bland annat gjorde han i Gudfadern (1972) rollen som Signor Vitelli, Michael Corleones sicilianske svärfar.